# Aitzole Araneta
Aitzole Araneta Zinkunegi (Sant Sebastià, Guipúscoa, 22 de novembre de 1982) és una sexòloga i activista transfeminista basca.

## Biografia
El seu sexe assignat al néixer era el masculí, tot i que ja als quatre anys es manifestava com a dona. Es va especialitzar en sexologia a la Universitat d'Alcalá així com en estudis interdisciplinaris de gènere a la Universitat Autònoma de Madrid.
És membre del partit polític Podemos, així com consellera estatal de l'àrea de Salut i LGBTI. Actualment és responsable d'igualtat de l'ajuntament de Pasaia i portaveu de la seva formació política a l'Ajuntament de Sant Sebastià.